# Little Beaver River
Der Little Beaver River ist ein linker Nebenfluss des Churchill River in der kanadischen Provinz Manitoba.
Der Little Beaver River hat seinen Ursprung im Buckland Lake – 30 km nordöstlich des Northern Indian Lake. Er fließt anfangs in überwiegend südöstlicher Richtung durch eine seenreiche Tiefebene nördlich des Unterlaufs des Churchill River. Im Mittellauf wendet sich der Little Beaver River nach Norden und schließlich im Unterlauf nach Osten, bevor er linksseitig in den Churchill River mündet. Der Fluss hat eine Länge von ungefähr 180 km. Er entwässert ein Areal von ca. 4250 km². Der mittlere Abfluss beträgt in Mündungsnähe 29 m³/s.